# هوندا سی‌بی۱۰۰۰آر
هوندا سی‌بی۱۰۰۰-آر (به انگلیسی: Honda CB1000R) یک موتورسیکلت ژاپنی با انجین ۱۰۰۰ سی‌سی موتور چهارسیلندر خطی محصول کمپانی هوندا که از سال ۲۰۰۸ در دو مدل اس‌سی۶۰ (۱۲۳ اسب بخار) و اس‌سی۸۰ (۱۴۳ اسب بخار) تولید شد.

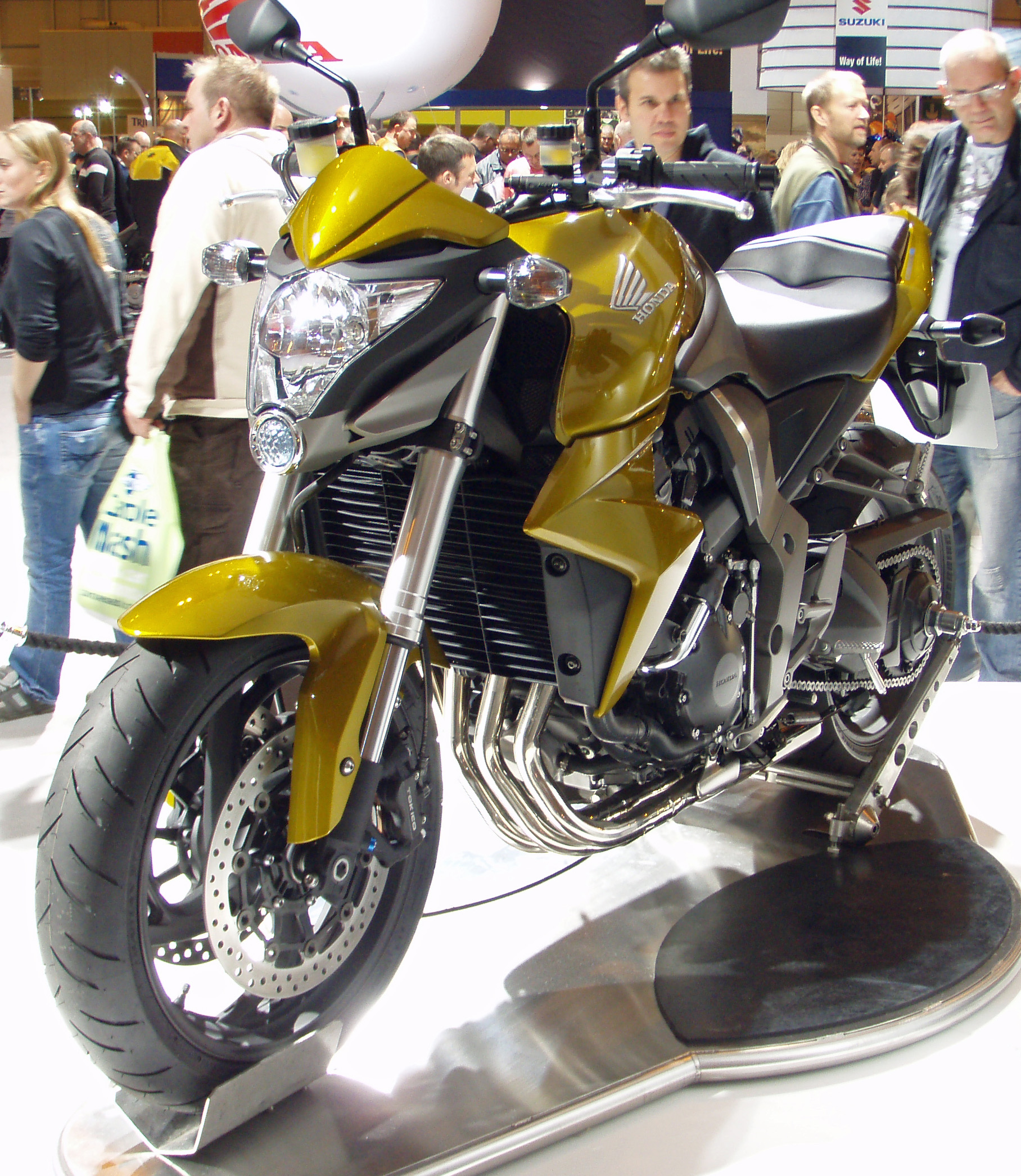
اس‌سی۶۰